# Президентские выборы в Узбекистане (2000)
Президентские выборы в Узбекистане 2000 — отложенные, но очередные, вторые (не считая выборы 1990 года) в истории независимого Узбекистана выборы президента этого государства состоялись 9 января 2000 года. Эти выборы являются отложенными из-за того, что после президентских выборов 1991 года, очередные президентские выборы в Узбекистане должны были состояться в 1996 году, но в результате референдума о продлении президентского срока в 1995 году, срок полномочий действующего президента Ислама Каримова был продлён до 2000 года, и очередные президентские выборы были отложены на 2000 год.
Кандидатами на пост президента являлись действующий президент республики с марта 1990 года (глава республики с июня 1989 года) — Ислам Каримов, который неожиданно для всех выдвигался от Национально-демократической партии «Фидокорлар», и Абдулхафиз Джалалов, который выдвигался от правящей в Олий Мажлисе того периода Народно-демократической партии Узбекистана, которая к тому же являлась крупнейшей партией в стране.
Явка избирателей по официальным данным ЦИК Республики Узбекистан составила 95,1 %. По тем же официальным данным, Ислам Каримов набрал рекордные 96,7 % голосов избирателей. За его единственного соперника — Абдулхафиза Джалалова проголосовало 4,3 % избирателей.
Наблюдателями на выборах были представлены ряд международных организаций (таких как СНГ, ОБСЕ, ОИС) и делегаций из иностранных государств. Для выборов стало достаточным одного тура, по официальным итогам которого действующий президент Ислам Каримов набрал 95,7 % голосов избирателей, тогда как его единственный соперник Абдулхафиз Джалалов набрал 4,3 % голосов. Таким образом, действующий президент страны Ислам Каримов был переизбран президентом Республики Узбекистан официально на второй срок (фактически на третий срок, если считать референдум 1995 года). В отличие от предыдущих выборов, в бюллетене отсутствовала графа «Против всех».
На выборы не были допущены независимые кандидаты, а также реальные представители оппозиции (к примеру от партий «Эрк» и «Бирлик»), большинство которых бежали из страны за границу, были убиты или сидели в тюрьмах Узбекистана. По данным иностранных журналистов, в день выборов, проголосовав и выйдя из избирательного участка, Абдулхафиз Джалалов заявил журналистам (среди которых присутствовали и иностранные журналисты), что принял участие на выборах только для того, чтобы они выглядели демократическими, и сам проголосовал на выборах за Ислама Каримова и поддерживает его курс. Выборы были признаны наблюдателями из Запада как несвободные.
| Кандидат                 | Партия                                          | Количество голосов | В %    |
| ------------------------ | ----------------------------------------------- | ------------------ | ------ |
| Ислам Каримов            | Национально-демократическая партия «Фидокорлар» | 11 147 621         | 91,95% |
| Абдулхафиз Джалалов      | Народно-демократическая партия Узбекистана      | 505 161            | 4,17%  |
| Недействительных голосов | Недействительных голосов                        | 470 417            | 3,88%  |
| Всего                    | Всего                                           | 12 123 199         | 100    |